# Лежяхов
Лежяхов (словац. Ležiachov) — село, громада округу Мартін, Жилінський край, регіон Турєц. Кадастрова площа громади — 4,23 км².
Населення 152 особи (станом на 31 грудня 2018 року).

## Історія
Лежяхов згадується 1252 року.

## Населення
| Рік:            | 1994. | 2004.   | 2014.   | 2024.   |
| --------------- | ----- | ------- | ------- | ------- |
| Кількість осіб: | 136   | 144     | 158     | 164     |
| Різниця:        |       | +5,88 % | +9,72 % | +3,79 % |

| Рік:            | 2023. | 2024.   |
| --------------- | ----- | ------- |
| Кількість осіб: | 168   | 164     |
| Різниця:        |       | -2,38 % |